# Álvaro de Carvalho
Álvaro de Carvalho é um município brasileiro do estado de São Paulo. Sua população em 2024 segundo o IBGE era de 4.896 habitantes.

## História
O antigo povoado de Santa Cecília surgiu no espigão do divisor de águas dos rios do Peixe e Tibiriçá, na proximidade dos trilhos da Companhia Paulista de Estradas de Ferro e da Estrada de Ferro Noroeste do Brasil, nas margens que ligava o então distrito de Garça á fazenda Chatebled, atualmente município de Júlio Mesquita.
Por volta de 1930, o mineiro Mamede Barreto construiu a primeira casa do povoado, que graças a sua localização estratégica e a cultura do café em suas terras férteis, cresceu rapidamente.
Em 16 de janeiro de 1936, o povoado de Santa Cecília é elevado a categoria de distrito do município de Garça. Logo o distrito tem seu nome alterado para Ibéria, em homenagem aos imigrantes da península Ibérica que tiveram papel importante no desbravamento da região, recuperando, posteriormente o nome da padroeira Santa Cecília, para em 25 de abril de 1937, receber a denominação de Álvaro de Carvalho, em homenagem a um senador da República.
O então distrito foi elevado a categoria de município, em 24 de Dezembro de 1948, desmembrado do município de Garça.

## Geografia
Localiza-se a uma latitude 22,05 Sul e a uma longitude 49,43 Oeste. A cidade possui uma área de 153,662 km² com uma altitude de 627 m.
Municípios Limítrofes: Guarantã, Pirajuí, Vera Cruz, Marília, Garça e Júlio Mesquita.

### Hidrografia
- Rio Tibiriçá
- Rio Aguapeí

### Rodovias
- SP-349

## Infraestrutura

### Comunicações

#### Telefonia
O sistema de telefones automáticos foi inaugurado na cidade em 1982 pela Telecomunicações de São Paulo (TELESP), que também implantou o sistema de discagem direta à distância (DDD) em 1989 com o código de área (0144).
Na década de 90 o código DDD da cidade foi alterado para (014), para padronização do sistema telefônico com a telefonia celular que estava sendo implantada em todo o estado.

#### Canais de TV Digital
- 3.1 Band Paulista
- 4.1 RecordTV Paulista
- 15.1 Rede Vida
- 24.1 SBT Central
- 26.1 TV TEM Bauru

## Administração
- Prefeito: Adilson de Oliveira Lopes (PSDB - 2021/2024)
- Vice-prefeito: Leda Hiroko Kusumoto Marcondes de Moura (MDB - 2021/2024)

## Religião
O Cristianismo se faz presente na cidade da seguinte forma:

### Igreja Católica
- A igreja faz parte da Diocese de Marília.[8]

### Igrejas Evangélicas
- Assembleia de Deus Ministério do Belém.[9][10]
- Congregação Cristã no Brasil.[11]